# Großerlach
Großerlach település Németországban, azon belül Baden-Württembergben. Lakosainak száma 2621 fő (2023. december 31.).

## Népesség
A település népessége az elmúlt években az alábbi módon változott:
| Lakosok száma | 1941 | 2488 | 2446 | 2437 | 2565 | 2575 | 2621 |
|               | 1975 | 2010 | 2017 | 2019 | 2021 | 2022 | 2023 |